# Portia de Rossi
Portia Lee James DeGeneres (født Amanda Lee Rogers 31. januar 1973 i Horsham, Australien), bedre kendt under navnet Portia de Rossi, er en australsk skuespillerinde. I den brede offentlighed er hun bedst kendt for sine roller som sagføreren Nelle Porter i dramakomedieserien Ally og som Lindsay Fünke i komedieserien Arrested Development.
De Rossi lever sammen med sin kone, talkshow-værten Ellen DeGeneres. De Rossi har været nomineret og vundet flere priser for sine skuespillerpræstationer.